# Inspiration-Klasse
Die Inspiration-Klasse, marineintern als Type 31 bezeichnet, ist eine im Bau befindliche Klasse von Fregatten der britischen Royal Navy. Die fünf Schiffe sollen ab Mitte der 2020er Jahre in Dienst gestellt werden. Gebaut werden sie auf der Babcock International-Werft in Rosyth. 
Der erste europäische Exportkunde wurde 2022 Polen, das drei Schiffe in der Variante Arrowhead-140PL, die in Polen als Miecznik-Klasse (dt. Schwertfisch) bezeichnet wird, beschafft. Mit Indonesien war bereits 2021 eine Lizenzvereinbarung zum Bau von zwei Einheiten getroffen worden.
Der Entwurf basiert auf der dänischen Iver-Huitfeldt-Klasse.

## Geschichte
Der Type 31 war ein Ergebnis des Projekts Future Surface Combatant und wurde zunächst als General Purpose Frigate (GPFF) und später als Type 31e bezeichnet. Aus der Ausschreibung ging der Entwurf "Arrowhead 140" von Babcock hervor. Der Auftrag für die fünf Einheiten der Royal Navy wurde im November 2019 an Babcock erteilt.
Zwei Jahre später wählte auch Indonesien den Entwurf aus und plant die Beschaffung zweier Schiffe. Diese werden in Indonesien gebaut und weisen gegenüber den britischen Fregatten einige Modifikationen auf.
Der Baubeginn mit dem ersten Stahlschnitt erfolgte noch im gleichen Monat am 23. September 2021.

## Einheiten

### Vereinigtes Königreich
Die Schiffe tragen Traditionsnamen der Royal Navy, deren Namensvorgänger als Reflexion und zur Inspiration für heutige Einsätze der Marine dienen sollen. Ihr Heimathafen wird Portsmouth sein.
| Kennung | Name            | Bestellung        | Kiellegung         | Stapellauf | Indienststellung | Verbleib (Heimathafen) |
| ------- | --------------- | ----------------- | ------------------ | ---------- | ---------------- | ---------------------- |
| F-      | HMS Venturer    | 15. November 2019 | 26. April 2022     |            |                  | in Bau                 |
| F-      | HMS Active      | 15. November 2019 | 16. September 2023 |            |                  | in Bau                 |
| F-      | HMS Formidable  | 15. November 2019 | 9. Oktober 2024    |            |                  | in Bau                 |
| F-      | HMS Bulldog     | 15. November 2019 |                    |            |                  |                        |
| F-      | HMS Campbeltown | 15. November 2019 |                    |            |                  |                        |

### Indonesien
Die indonesischen Schiffe werden durch den einheimischen Schiffbauer PT PAL (Persero) in Surabaya gebaut. Im Hinblick auf die eingebauten Systeme kommen die meisten von türkischen Herstellern. Hierzu gehören das Führungs- und Waffeneinsatzsystem und die Mehrzahl der Sensoren wie diverse Radare oder das Sonar.
| Kennung | Name        | Kiellegung        | Stapellauf | Indienststellung | Verbleib (Heimathafen) |
| ------- | ----------- | ----------------- | ---------- | ---------------- | ---------------------- |
| F-      | Merah Putih | 9. Dezember 2022  |            |                  | in Bau                 |
| F-      |             | 15. November 2024 |            |                  | in Bau                 |

### Polen
Die polnischen Schiffe der Projekt 106 Miecznik-Klasse (dt. Schwertfisch) werden durch ein lokales Konsortium unter Führung der Polska Grupa Zbrojeniowa (PGZ), zu der auch die Danziger PGZ Marinewerft und Remontowa Shipbuilding gehören, produziert. Der Baustart erfolgte am 16. August 2023 und die offizielle Kiellegung von Schiff 1 erfolgte im 31. Januar 2024.
| Kennung | Name    | Kiellegung      | Stapellauf     | Indienststellung | Verbleib (Heimathafen) |
| ------- | ------- | --------------- | -------------- | ---------------- | ---------------------- |
| F-274   | Wicher  | 31. Januar 2024 | (geplant 2026) | (geplant 2029)   | in Bau                 |
| F-275   | Burza   | (geplant 2025)  | (geplant 2027) | (geplant 2030)   |                        |
| F-276   | Huragan | (geplant 2026)  | (geplant 2028) | (geplant 2031)   |                        |